# Parámetros híbridos
Los parámetros híbridos son parámetros de ingeniería eléctrica y demás ingenierías derivadas de la misma, utilizados para la caracterización de cuadripolos. Engloban a los parámetros de impedancia y a los de admitancia, de ahí su nombre de "híbridos".
Los parámetros h11, h12, h21 y h22 representan, respectivamente, la impedancia de entrada en cortocircuito, la ganancia inversa de voltaje en circuito abierto, la ganancia directa de corriente en cortocircuito, y la admitancia de salida en circuito abierto.

{\displaystyle \left.{\begin{matrix}V_{1}=h_{11}I_{1}+h_{12}V_{2}\\I_{2}=h_{21}I_{1}+h_{22}V_{2}\end{matrix}}\right\}}
- Datos: Q6065202

Parámetros híbridos.
Se define la ganancia de corriente de un circuito, AI, como la relación entre la intensidad de salida y la intensidad de entrada.